# Blanka Filipcová
Blanka Filipcová (* 31. března 1928 v Klánovicích) je významnou českou socioložkou, zabývající se výzkumem volného času, životního způsobu a kultury každodenního života.

## Život
O dětství Blanky Filipcové není nic známo, první zmínky o jejím životě přichází s ukončením základní školy. Po základní škole nastoupila na reálné gymnázium v Plzni (dnes Masarykovo gymnázium Plzeň). Následně vystudovala Vysokou školu politickou a sociální v Praze, která již zanikla. V roce 1952 pokračovala se studiem na Katedře marxismu-leninismu na Českém vysokém učení technickém v Praze. V roce 1966 získala titul PhDr. na Filozofické fakultě Univerzity Karlovy.[zdroj?]
Svou pracovní kariéru započala jako vědecká pracovnice v nově vzniklém Sociologickém ústavu ČSAV, jehož prvotní sídlo bylo v Praze Na příkopech, roku 1967 došlo k jeho přesunutí do areálu Akademie věd v Jilské ulici. Pod tímto ústavem začal vycházet Sociologický časopis, který byl založen 1. ledna 1965. První šéfredaktorkou Sociologického časopisu byla Irena Dubská. Blanka Filipcová se po roce 1969 stala členkou utajované redakční rady, spolu například s Vlastislavem Bauchem, Vladimírem Dubským, Antonínem Vaňkem a dalšími. V roce 1970 zanikl Sociologický ústav ČSAV a byl vytvořen Ústav pro filozofii a sociologii ČSAV, kde se Blanka Filipcová opět stala vědeckou pracovnicí.[zdroj?]
Blanka Filipcová svou kariéru v Ústavu pro filozofii a sociologii ČSAV ukončila v roce 1990 odchodem do důchodu, nicméně v roce 1992 získala živnostenské oprávnění, jehož předmětem podnikání je výroba, obchod a služby.
Blanka Filipcová patřila spolu s manželem Jindřichem Filipcem mezi významné sociology své doby.

## Knihy
Za svůj život napsala Blanka Filipcová velké množství článků a několik knih v mnoha jazycích, psala například v jazyce německém, anglickém a italském. V jedné ze svých nejznámějších knih, Člověk, práce, volný čas, autorka zkoumala zahraniční literaturu založenou na tématu volného času. Kniha vyšla v roce 1966 a pracovala na ní spolu se svým manželem Jindřichem Filipcem. V pasáži, kterou napsala sama Blanka Filipcová se zpočátku dozvídáme definici času a hlavně porovnání pracovní doby dříve s její současností. Vidíme zde velký rozdíl mezi týdenním počtem pracovních hodin a kvůli tomu podle Filipcové přestává platit rčení „Čas jsou peníze“. Volný čas je podle Blanky Filipcové podstatný, protože se odráží v pracovním procesu lidí, a právě toto je jedna z klíčových myšlenek. Následuje několik definic volného času od známých autorů, mezi něž patří například S. G. Strumilin, G. A. Pruděnský a mnoho dalších. Podle autorky samotné je volný čas část mimopracovní doby, která nám zůstane po odečtení úkonů spojených s prací, přesčasy a doby potřebné na jídlo, spánek a plnění základních potřeb. Naplněním volného času je podle ní škála činností od nejméně hodnotného trávení času tzv. „nicnedělání“ přes aktivity typu zahrádkářství a kutění. Všeobecně se dá říct, že volný čas představuje prostor pro odpočinek, zábavu a rozvoj osobnosti. O něco později uvádí, že jednotlivce ovlivňují při trávení času různé faktory, mezi hlavní patří věk a pohlaví. Blanka Filipcová zde zmiňuje, že mladí lidé jednak svůj čas tráví jinak než ti starší, hlavně kvůli fyzické kondici, tak i svůj volný čas jinak vnímají, považují ho, na rozdíl od starších, jako životní hodnotu. Když se podíváme na pohlaví, tak zde Blanka Filipcová popisuje to, že žena je matka a osa rodiny, tudíž svůj volný čas musí trávit jinak, než muž, jehož hlavním úkolem je být správným živitelem rodiny, tudíž tomu musí své volnočasové aktivity podřídit. Ke konci Blanka Filipcová píše o automatizaci a jejich následcích. Zmiňuje zde pozitiva i negativa a také to, jak moderní technologie ovlivňují socialismus.
Další významná kniha, na které rovněž spolupracovala s manželem, nese název Různoběžky života: Zápas o socialistický způsob života. První vydání knihy bylo v roce 1976 a jde zatím o nejrozsáhlejší monografii, která se zabývá socialistickým způsobem života. Blanka Filipcová a její manžel Jindřich se v díle snaží vysvětlit hlavní socialistické myšlenky a popsat socialistický způsob života. Socialistický život staví na odstraňování soukromého vlastnictví, kdy jsou všichni spoluvlastníky. Dalším bodem je to, že ony společné výrobní prostředky slouží jako nástroj k odstraňování třídních bojů. Další charakteristikou socialistického způsobu života podle manželů Filipcových je zakládání nového života na výsledcích vlastní práce.
Pro pochopení socialistických myšlenek manželů Filipcových je možné použít citát právě z Různoběžek života: "Život nečeká na člověka v království nebeském, ani mu nemůže být dán zhůra, jako dar, není na prodej, ani zadarmo. Vskutku nový a vpravdě lidský, socialistický život vzniká výhradně jako dílo pracujících mas.".
Práce manželů Filipcových je doplněna o empirické a statistické údaje.

### Další knihy[9]
- Volný čas a kultura v průmyslovém městě: současnost a perspektivy (1974)
- Socialistický způsob života - skutečnost i program (1980)
- Životní prostředí očima přírodovědce : člověk v biosféře
- Volný čas a kultura v průmyslovém městě : současnost a perspektivy (1974)
- L’Intelligentsia en Tchécoslovaquie et ses perspectives. Prague: Orbis (1986)
- Temps et sociétés (1986)
- The Position and Prospects of the Intelligentsia in Czechoslovakia. Prague: Orbis (1986)
- Stellung und Perspektiven der Intelligenz in der ČSSR (1964)[10]

## Studie
Velkou škálou výzkumů a studií Blanka Filipcová přispívala do již zmiňovaného Sociologického časopisu. Například již v roce 1965 v Sociologickém časopise vyšel článek nesoucí název Člověk-práce-volný čas. O rok později pak vychází již zmiňovaná stejnojmenná kniha. Kromě Sociologického časopisu přispěla i do Filozofického časopisu, a to dílem Socialistický humanismus a životní způsob.